# Pegestorf
Pegestorf település Németországban, azon belül Alsó-Szászország tartományban. Lakosainak száma 401 fő (2023. december 31.).

## Népesség
A település népességének változása:
| Lakosok száma | 383  | 380  | 377  | 387  | 407  | 401  |
|               | 2016 | 2017 | 2019 | 2021 | 2022 | 2023 |